# Idolo infranto (film 1913)
Idolo infranto è un cortometraggio del 1913 diretto da Emilio Ghione.

## Trama
Dopo la morte della moglie, Alberto incontra una povera giovane di cui si innamora e a cui chiede di sposarlo. La ragazza accetta e, dalla campagna, va a vivere nella capitale. Ben presto, diventa una raffinata signora che dilapida i beni del marito. Alberto ora deve vedersela anche con il direttore del collegio dove studia il figlio: a causa dei mancati pagamenti della retta, costui vuole espellere il ragazzino.

## Distribuzione
Distribuito dalla Società Italiana Cines, il film uscì nelle sale italiane nell'ottobre 1913. Negli USA, fu distribuito dalla Kleine Optical Company nel 1914.

### Date di uscita
- Italia	   ottobre 1913
- Francia (L'idole brisée)	10 ottobre 1913
- USA (The Artist's Model) 17 febbraio 1914